# Quadro
Quadro（發音：kwadru）核心代號NV10GL，基於GeForce 256設計，是NVIDIA的第一款專業核心，定位於工作站領域，於1999年11月1日發表。
Quadro是西班牙語的正方形，又可以表示四的倍數，即為四倍的效能。唯一採用該晶片的零售顯示卡是ELSA（艾爾莎）公司的GLoria II系列，分為AGP與AGP Pro版本，由ELSA自行設計製造，而SGI亦在其工作站電腦330與550系列中採用Quadro顯示卡，命名為VPro VR3，是由NVIDIA設計的「公版」顯示卡，採用加強供電設計的E11 PCB，其部件碼為BRD-010-E11-A。
Quadro的顯示記憶體可以採用SDRAM或DDR SDRAM，可以提供每秒5.4億像素的圖像填充率。它與GeForce 256採用相同的核心，但驅動程式可以提供GeForce 256所不具備的點狀及線狀反鋸齒等專業特性，比GeForce 256擁有更強大的多邊形處理引擎和硬體T&L引擎。它的競爭產品是3DLABS的Wildcat 4000與Wildcat 4105。

## 產品規格
- 開發代號：NV10GL
- 製造工藝：0.22微米
- 核心位寬：256位
- 顯存位寬：128位
- 核心頻率：120 MHz

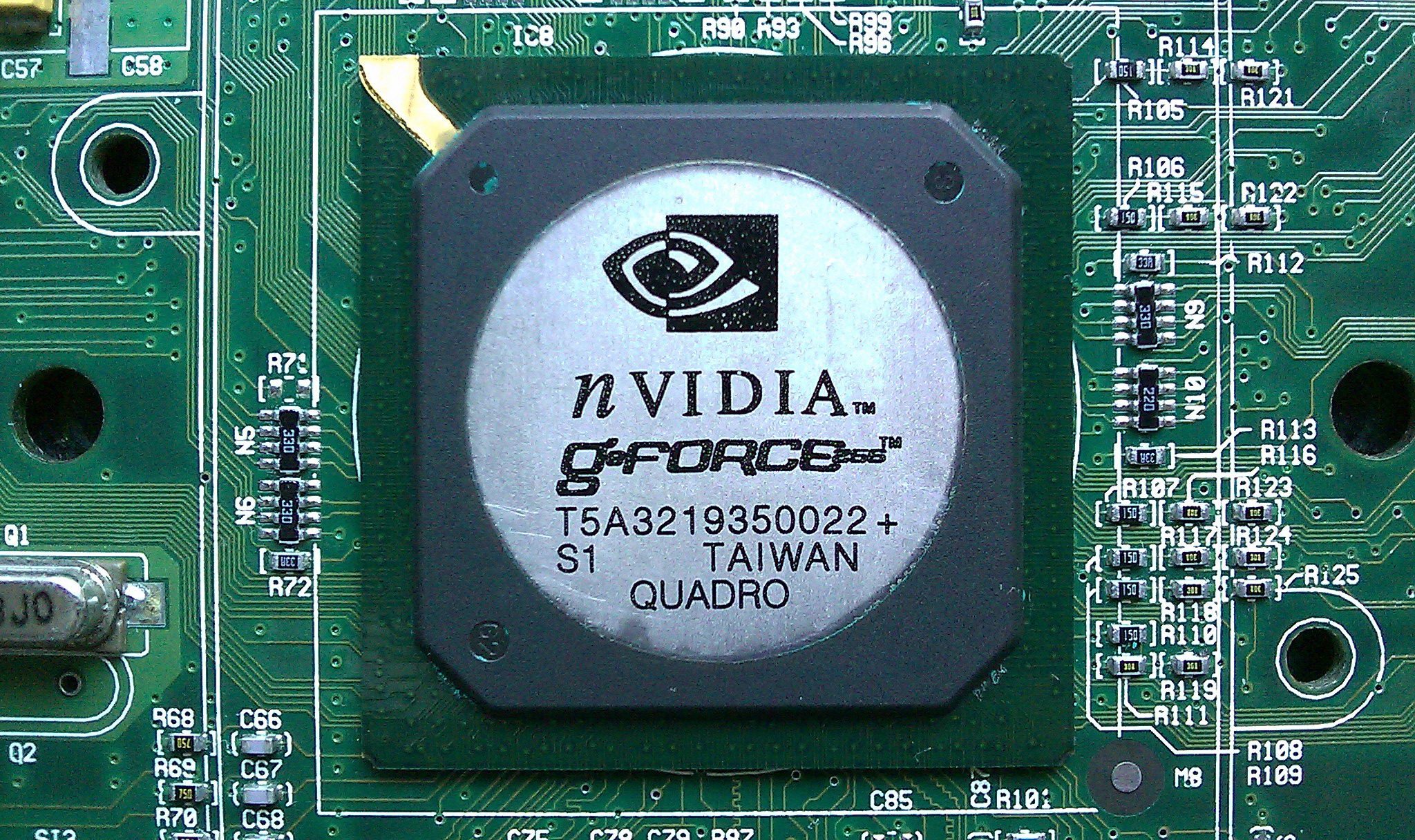
Quadro (NV10GL) GPU

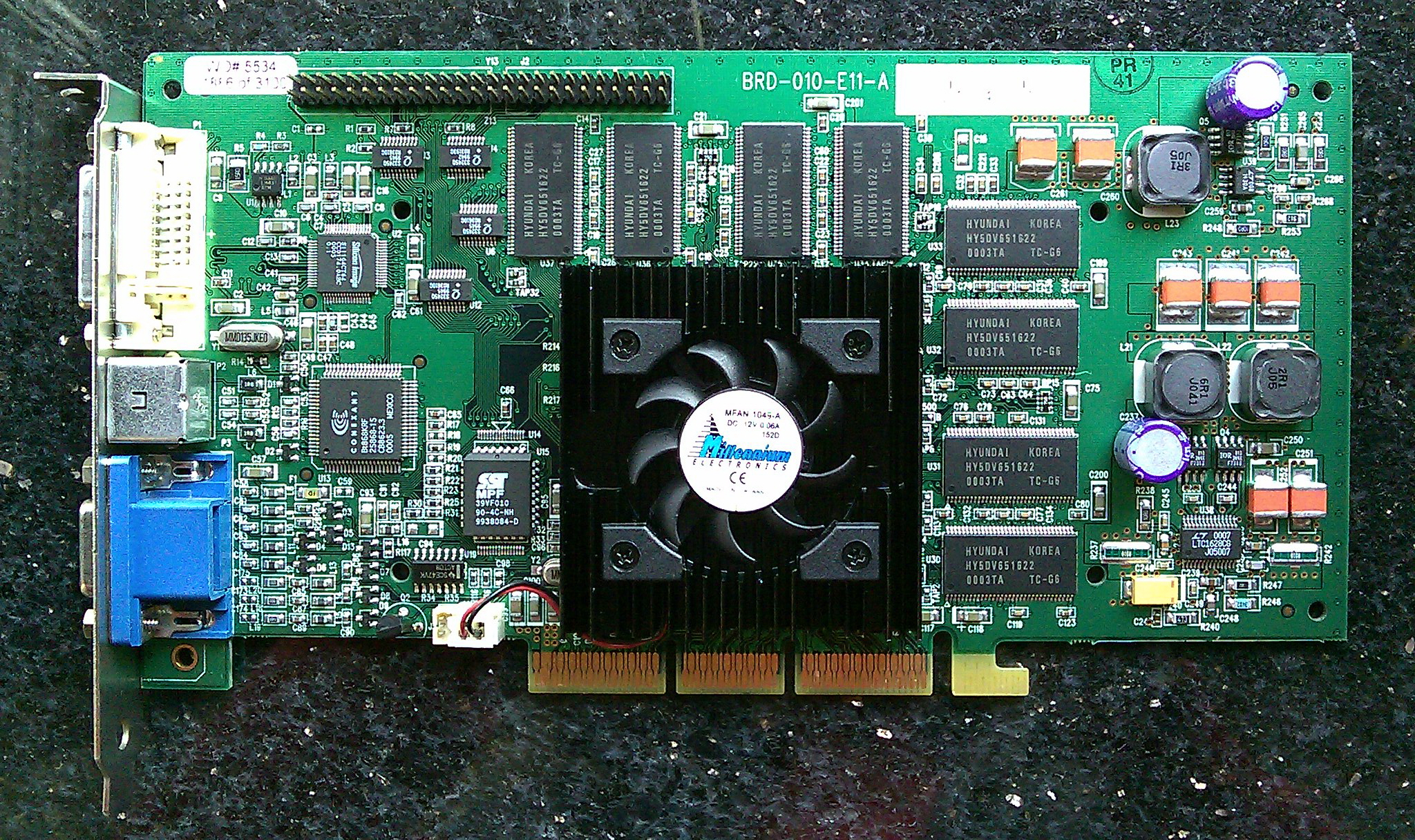
SGI VPro VR3

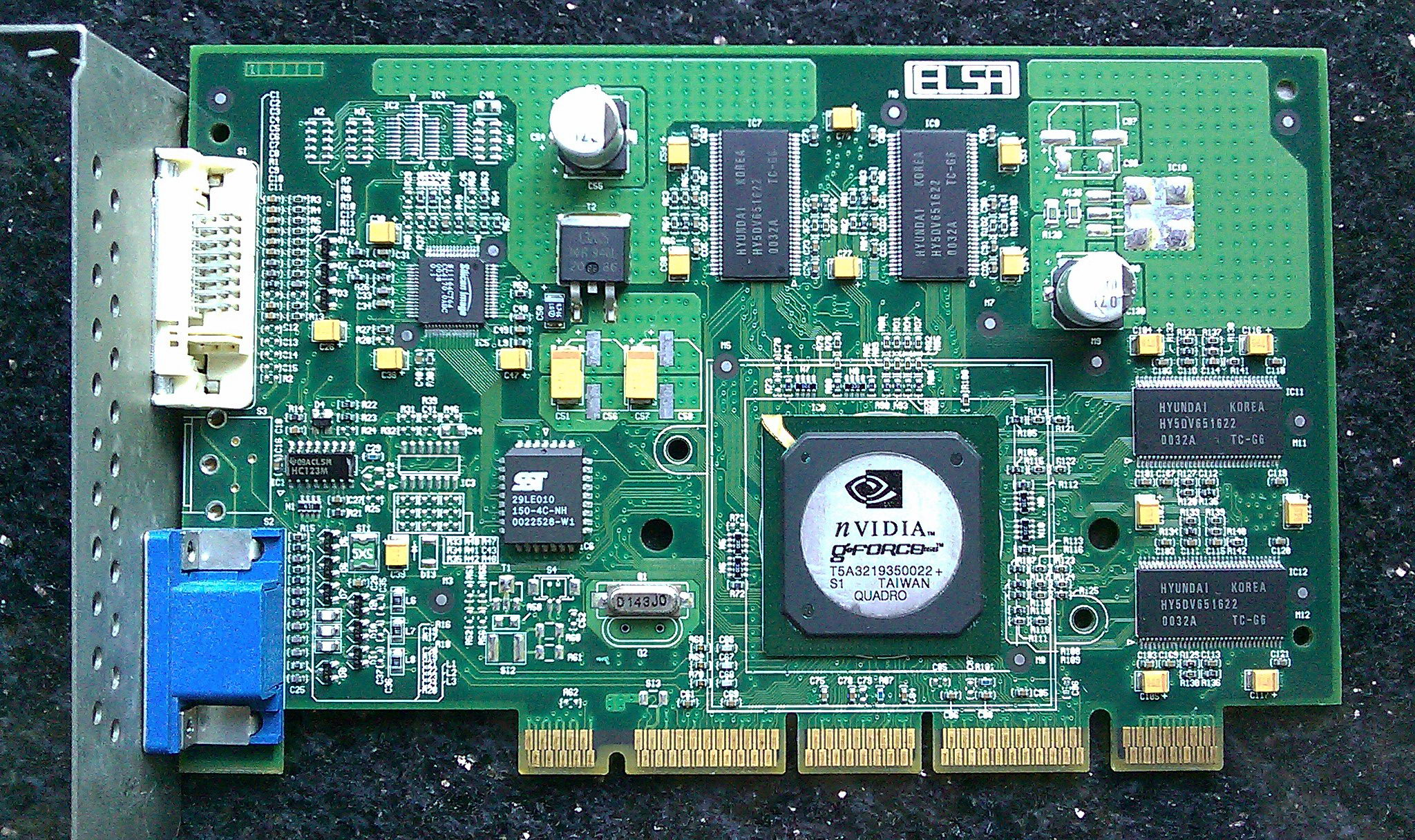
ELSA GLoria II Pro

- 記憶體類型：SDRAM/DDR SDRAM
- 記憶體容量：64MB
- 記憶體頻率
  - SDRAM記憶體：166 MHz
  - DDR SDRAM記憶體：166 MHz
- 記憶體頻寬
  - SDRAM記憶體：2.7 GB/s
  - DDR SDRAM記憶體：4.8 GB/s
- RAMDAC頻率：350 MHz
- 渲染管線：4 × 1
- 頂點著色單元：1
- 介面：AGP 4X/AGP Pro 4X
- DirectX版本：7

## 產品分类
- Quadro台式机产品是NVIDIA设计、打造和测试，装有GPU、大容量内存、多路 5K 显示输出、VR 环境等功能。[2]

- Quadro移动工作站，处理复杂的数据集，以交互方式渲染逼真图像、开发VR体验。 [3]

- Quadro RTX服务器，配置按需渲染节点，能够批量渲染或交互式渲染。Quadro RTX服务器将 Quadro RTX GPU 跟 Quadro Infinity 软件组合。[4]

- Quadro 虚拟数据中心工作站（Quadro vDWS）[5]

- 应用Quadro的数据科学工作站基于参考架构搭建，Quadro RTX GPU和CUDA-X AI加速数据科学软件构成该架构。应用NVLink互联技术，双Quadro RTX 8000和6000 GPU的计算性能能达到260 teraflops，拥有96GB内存。[6]

## 应用
NVIDIA Quadro Experience是一款Quadro GPU的应用
NVIDIA QUADRO VIEW是一款桌面管理软件。

## 更多資訊
- NVIDIA顯示核心列表
- GeForce 256

## 外部連結
- NVIDIA Quadro主頁（页面存档备份，存于）
- NVIDIA Quadro系列主頁（页面存档备份，存于）